# Christian Conrad Sophus Danneskiold-Samsøe (1836-1908)
 Der er flere personer med dette navn, se Christian Conrad Sophus Danneskiold-Samsøe.
Hans Excellence (H.E.) Christian Conrad Sophus greve Danneskiold-Samsøe (født 29. august 1836 i København, død 1. november 1908 sammesteds) var godsejer, direktør for Det kongelige Teater 1894-1908 og hofchef for kronprins Frederik, bror til Frederik Vilhelm Steen Danneskiold-Samsøe.

## Biografi
Danneskiold-Samsøe var søn af generalpostdirektør Sophus Danneskiold-Samsøe og dennes første hustru, blev student 1855, privat dimitteret, og cand.polit. 1861. Han ejede 1863-1874 Annerup, 1863-1900 landstedet Christiansholm ved Klampenborg og fra 1894 Nordfeld, Ålebækgård og Klosterskov på Møn. 1869-1876 var han hofchef hos Kronprins Frederik, den senere Frederik VIII.
Da han efter Edvard Fallesens død i august 1894 blev ansat som chef for Det kgl. Teater, tiltrådte han en vanskelig stilling. I den sidste del af Fallesens ledelsesperiode var der udbrudt store konflikter mellem direktør og personale, bl.a. om den kunstneriske retning. Derfor greb ministeriet tilbage til tidligere tiders praksis, nemlig en opdeling af embedet i en administrativ del og en kunstnerisk del (nu kaldet kommitteret). Som kommitteret valgtes Peter Hansen, og da han 1899 trak sig tilbage, konstitueredes Einar Christiansen som direktør. Ved sin tiltrædelse som administrativ direktør i 1894 var "teatergreven", som han blev kaldt, relativt ukendt i offentligheden. Pressen var skeptisk over for, at nationalscenen nu igen skulle ledes af en tilfældig adelig godsejer.
Men Danneskiold viste sig både interesseret i teater og en habil embedsmand og administrator. Han fik økonomien rettet op og blandede sig aldrig i den kunstneriske ledelse. Ved hans død 1908 skrev Berlingske Tidende: "Han var i det Hele en intelligent Mand, der var i Besiddelse af et klogt og frit Syn; og havde ikke hans medfødte Tilbageholdenhed og en vis Sky for at vove sig ud været til Stede, vilde Grev D. være blevet en betydelig Kraft, der havde evnet at føre den Talescene igennem, der var et af hans kæreste Ønsker i de senere Aar".
Han blev hofjægermester 1862, Ridder af Dannebrog 1869, Kommandør af 2. grad samme år og af 1. grad 1870, Dannebrogsmand 1894 og fik Storkorset 1906.
Han var gift med Wanda f. Zahrtmann (1842-1916), datter af viceadmiral og marineminister Christian Christopher Zahrtmann. Hun var kusine til maleren Kristian Zahrtmann, og gennem hende fik Danneskiold-Samsøe interesse for malerkunst.
Han er begravet på Elmelunde Kirkegård.